# Bola de Bichat
A bola de bichat é um tecido adiposo encapsulado na bochecha, localizado em ambos os lados da face entre o músculo bucinador e vários músculos mais superficiais — incluindo o masseter, o zigomático maior e o zigomático menor. A porção inferior da gordura bucal está contida dentro do espaço bucal. Não deve ser confundido com a gordura malar, que fica logo abaixo da pele da bochecha. Também não deve ser confundido com as gorduras da papada.